# Гнездилов, Василий Георгиевич
Василий Георгиевич Гнезди́лов (14 января 1922, Нижний Реут, Курская губерния — 8 мая 1999, Киев) — советский и украинский архитектор, художник и скульптор. Заслуженный архитектор УССР (1980). Лауреат Государственной премии УССР имени Т. Г. Шевченко (1979).

## Биография
Родился 14 января 1922 года в селе Нижний Реут (ныне Фатежский район, Курская область).

## Творчество
Выпускник Киевского художественного института (1950). Ученик академика архитектуры В. И. Заболотного.
В. Г. Гнездилов — автор многочисленных памятников и мемориальных комплексов, установленных в городах и посёлках Украины. За создание комплекса ландшафтного парка имени 50-летия Великого Октября в городе Черкассы в 1979 году награждён Государственной премией УССР имени Т. Г. Шевченко.

### Памятники
- Памятник Максиму Горькому (Ялта, 1956)
- Памятник Г. М. Вакуленчуку (Одесса, 1958)
- Монумент в честь 300-летия воссоединения Украины с Россией (Переяслав, 1961, скульпторы В. П. Винайкин и В. В. Климов)
- Памятник Александру Пушкину (Киев, 1962)
- Памятник Т. Шевченко (Черкассы, 1964)
- Памятник Николаю Лысенко (Киев, 1965)
- Памятник участникам Январского вооруженного восстания 1918 года (Киев, 1967)
- Комплекс ландшафтного парка «Юбилейный» (Черкассы, 1967)
- Памятник Николаю Скрипнику (Харьков, 1969)
- Памятник Борису Гмирі (Байковий цвинтар, м. Київ, 1979)
- Памятник Григория Светлицкому (Киев, 1972)
- Памятник Богдану Хмельницкому (Чигирин, 1973)
- Мемориал Вечной Славы Сум (Сумы, 1975)
- Памятник Григорию Сковороде (Киев, 1976)
- Памятник Николаю Крапивянскому (Чернигов, 1977)
- Мемориал советским воинам, преподавателям и студентам Сельскохозяйственной академии (Киев, 1979)
- Памятник адмиралу В. Корнилову (Севастополь, 1983)
- Памятник М. Коцюбинскому (Винница, 1989)
- Защитникам Киева (пгт. Барышевка, 1991)
- Памятник «Героям освободительной войны украинского народа 1648—1654 годов» (Жёлтые Воды, 1992)
- Памятник Александру Пушкину (Бахчисарай)
- Мемориальный комплекс Вечной Славы (Луцк)
- Памятник солдатам и офицерам Владимирского полка, Вилино 1999, восстановление памятника скульптора Баскерини, 1902

### Мемориальные доски
- Космонавту В. М. Комарову (Киев, проспект Космонавта Комарова, 1)
- Писателю Ивану Неходе (Киев, ул. Крещатик, 15)
- Т. Шевченко (Киев, ул. Владимирская, 60)
- А. С. Коломойченко (Киев, ул. Зоологическая, 3)
- Декабристу Я. Андреевичу (Киев, ул. Ивана Мазепы, 30)
- Матери и сёстрам В. И. Ленина (Киев, ул. Кудрявская, 12)
- Писателю Андрею Головко (Киев, ул. Богдана Хмельницкого, 68)
- Академику В. Дроботько (Киев, ул. Академика Заболотного, 154)
- на доме, где происходили тайные съезды Южного общества декабристов (Киев, ул. Гусовского, 8/10)

## Галерея
- Памятник А. М. Горькому (Ялта)
- Памятник Г. М. Вакуленчуку (Одесса)
- Памятник адмиралу В. Корнилову (Севастополь)
- Памятник в честь 300-летия воссоединения Украины с Россией (Переяслав-Хмельницкий)